# Gare de Strathcona
La  gare de Strathcona  est une gare ferroviaire canadienne, érigée par le chemin de fer Calgary and Edmonton Railway (partie du réseau du Canadien Pacifique) en 1907 ou 1908. Elle se trouve au cœur du quartier du Vieux Strathcona, partie de la présente ville d'Edmonton, au sud de la rivière Saskatchewan Nord .  

## Situation ferroviaire
« Strathcona était le terminus le plus septentrional du chemin de fer de Calgary et d'Edmonton (C et E), une ligne qui devait plus tard être incorporée au vaste réseau ferroviaire du C.P.R. Connu sous le nom de «fin de l'acier», c'était le point où les chemins de fer ne pouvaient plus s'étendre sans construire des ponts massifs sur la vallée de la rivière Saskatchewan Nord. » . 

## Histoire
La gare est construite en 1907 ,, et ouvre le 31 janvier 1908. Construite pour un coût de 30 000 $, son style architectural est un mélange d'écoles de design de châteaux écossais et français . Elle est construite en grès et en brique, un édifice de deux étages à toit octogonal . Construite avec de la pierre Tyndall lisse sur les appuis des fenêtres, le parement de la tour et sur les coins avec une fondation en pierre Tyndall rugueuse . La gare sert d’exemple pour trois autres gares en Alberta; ces gares (de la même conception de base) subséquentes sur le Canadien Pacifiques seront construites à Lethbridge, Red Deer et Medicine Hat . Le dernier train train de passagers quitte la gare en 1985 .

## Patrimoine ferroviaire
La gare est désignée gare ferroviaire patrimoniale du Canada depuis 1991 , Ressource historique provinciale  depuis 2004 et aussi Ressource historique municipal depuis 2004 . 